# Diego Saccà
Diego Saccà (Livorno, 23 febbraio 1981) è un ex rugbista a 15 e allenatore di rugby a 15 italiano, in carriera attivo nel ruolo di tre quarti centro e internazionale per l'Italia.

## Biografia
Cresce nelle giovanili del Livorno e milita per un anno nell'Under-21 del Benetton Treviso. Segue tutta la trafila delle nazionali giovanili, disputando due Mondiali Under-19 e un Mondiale Under-21.
All'età di 17 anni esordisce nel campionato seniores con il Livorno. Negli anni successivi milita nel Super 10 con le maglie di GRAN Parma, Viadana e Capitolina, prendendo parte, con le prime due, alla European Challenge Cup.
Vanta numerose presenze con la Nazionale A e con la Nazionale a 7. 
Azzurro n. 552, viene convocato con la Nazionale già a partire dal 2001 durante i raduni di preparazione ai Test Match Autunnali, partecipando nel 2003 al tour estivo in Nuova Zelanda prendendo parte a 3 incontri internazionali. Nello stesso anno debutta contro l'Irlanda.
Dal 2009 lavora all’interno della struttura del Comitato Tecnico Regionale Toscano e ad oggi ricopre l’incarico di Tecnico Regionale.
Dal 2010 al 2015 è stato alla guida del Livorno in qualità di "head coach", prima in serie A1 e poi in serie B.
Allenatore di 4 livello, ha seguito tutto il percorso formativo FIR divenendo Docente federale e formatore. 
Dal 2013 ricopre il ruolo di formatore per World Rugby, partecipando a numerosi corsi all’estero, prima come Coach Educator e successivamente come Trainer.
Dal 2019 è responsabile tecnico della Nazionale femminile a 7, dal 2021 è responsabile tecnico della Nazionale femminile U.18 e dal 2022 della Nazionale femminile U.20.